# Ben Duff

a Compétitions nationales et continentales officielles uniquement.

b Matchs officiels uniquement.
Benjamin Robert Duff, né le 16 octobre 1867 à Swellendam et décédé le 25 juin 1943, est un joueur de rugby à XV qui joue avec l'équipe d'Afrique du Sud. Il évolue au poste d'arrière.

## Carrière
Il dispute son premier test match le 30 juillet 1891 contre les Lions britanniques. Il joue son dernier test match contre les Lions britanniques le 5 septembre 1891.
Il participe donc à la première série remporté par 3 victoires des Lions britanniques sur les Sud-africains.
Ben Duff évolue en province avec la Western Province.

## Palmarès
- 3 test matchs avec l'équipe d'Afrique du Sud
- Sélections par année : 3 en 1891.